# Dactylerythrops chrotops
Dactylerythrops chrotops is een aasgarnalensoort uit de familie van de Mysidae. De wetenschappelijke naam van de soort is voor het eerst geldig gepubliceerd in 1969 door Murano.